# Mario Primorac
Mario Primorac (* 3. Oktober 1961 in Zavidovići) ist ein bosnischer Basketballtrainer und ehemaliger -spieler.

## Werdegang

### Spieler
Der Sohn eines Eisenbahners begann seine Basketballlaufbahn in Čapljina in Bosnien und Herzegowina. Dort war er von Jasmin Repeša entdeckt worden. Der 2,04 Meter große, auf der Position vier eingesetzte Primorac war von 1982 bis 1992 Spieler von KK Bosna Sarajevo. In der Saison 1982/83 wurde er mit der von Svetislav Pešić betreuten Mannschaft jugoslawischer Meister und 1984 Pokalsieger. Er sammelte mit Sarajevos Mannschaft auch Erfahrung im Europapokal.
Der als mannschaftsdienlicher Spieler und guter Werfer eingeschätzte Primorac verließ Sarajevo aufgrund des Bosnienkriegs. Bei einem Trainingsspiel im italienischen Turin weckte er das Interesse der zuschauenden Verantwortlichen von Alba Berlin, Trainer Faruk Kulenović und Manager Marco Baldi, und wurde daraufhin von dem deutschen Bundesligisten unter Vertrag genommen. In Berlin war er wie in Sarajevo Mannschaftskamerad von Emir Mutapčić. Ab 1993 wurde die Hauptstadtmannschaft von Pešić trainiert, unter dem Primorac ebenfalls bei KK Bosna gespielt hatte. In seiner ersten Spielzeit bei Alba Berlin (1992/93) war Primorac mit 19,1 Punkten zweitbester Werfer der Mannschaft. 1993/94 lag er in der Berliner Korbjägerliste mit 16,9 Punkten je Begegnung ebenfalls auf dem zweiten Rang.
In der Saison 1994/95 spielte Primorac für den kroatischen Erstligisten Triglav Osiguranje Rijeka und von 1995 bis 1998 für Maribor Ovni in Slowenien. In der Saison 1998/99 verstärkte er den österreichischen Bundesligisten Oberwart Gunners und von 1999 bis 2001 KK Zagorje in Slowenien.

#### Nationalmannschaft
Mit der jugoslawischen Studentenauswahl wurde er 1987 Universiade-Sieger. 1989 wurde Primorac mit Jugoslawiens Nationalmannschaft an der Seite von Vlade Divac, Toni Kukoč, Dražen Petrović, Dino Rađa und unter der Leitung von Trainer Dušan Ivković Europameister.
An der Europameisterschaft 1993 nahm er als Mitglied der Auswahl Bosniens und Herzegowinas teil, er war mit 22 Punkten je Turnierspiel zweitbester Korbschütze der Mannschaft.

### Trainer
Nach dem Ende seiner Spielerzeit rief Primorac in Maribor eine Basketballschule ins Leben, die später in den Verein AKK Branik Maribor überging, für den er ebenfalls als Trainer arbeitete.
Im Vorfeld der Saison 2013/14 trat er das Traineramt beim litauischen Erstliga-Aufsteiger Dzūkija Alytus an. Nachdem es in den ersten drei Saisonspielen ausschließlich Niederlagen gegeben hatte, wurde Primorac Mitte Oktober 2013 entlassen. Anschließend war er kurzzeitig Trainer bei HKK Čapljina in Bosnien und Herzegowina.
Primorac war im Jahr 2015 im griechischen Larisa beim Verein GSL 1928 tätig. Er blieb bis Anfang Februar 2016 bei dem griechischen Klub als Trainer im Amt, dann ging er zu AKK Branik Maribor zurück, für den Verein war er bis Sommer 2020 in der Jugendarbeit tätig.